# BVV-striping

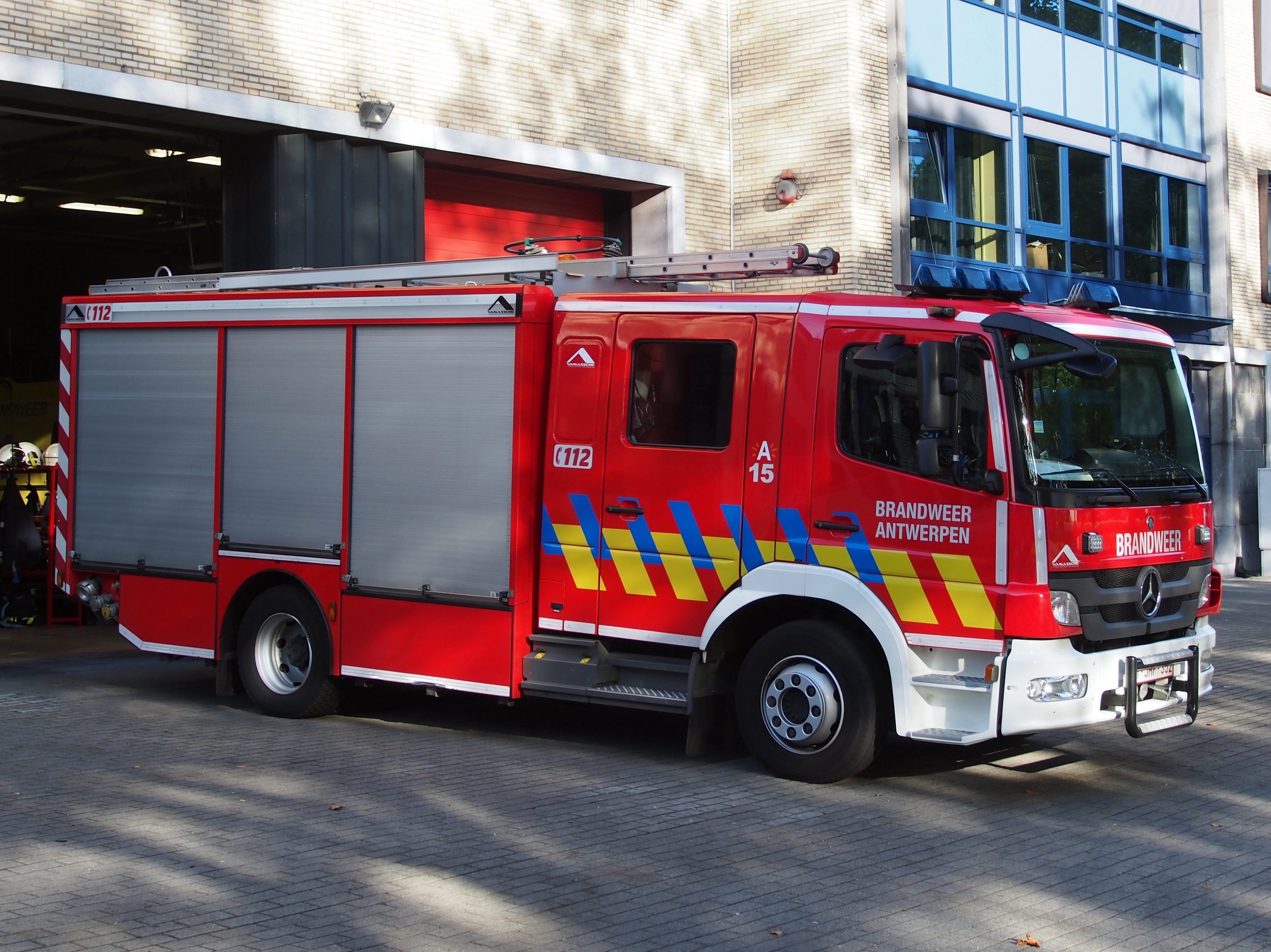
Autopomp van brandweerpost Antwerpen Linkeroever

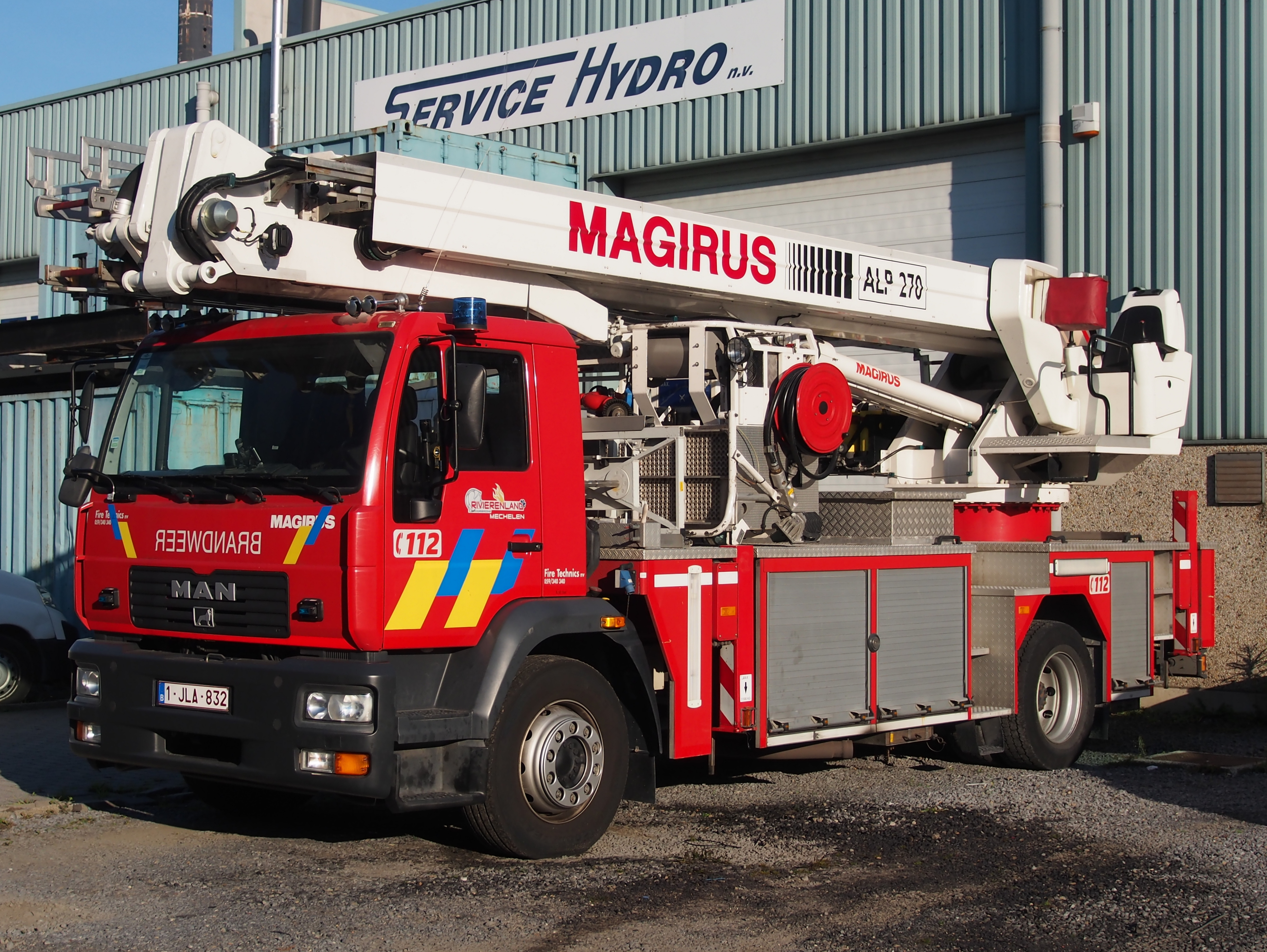
Hoogwerker van brandweerpost Mechelen, voorzien van de blauw-gele BVV-striping

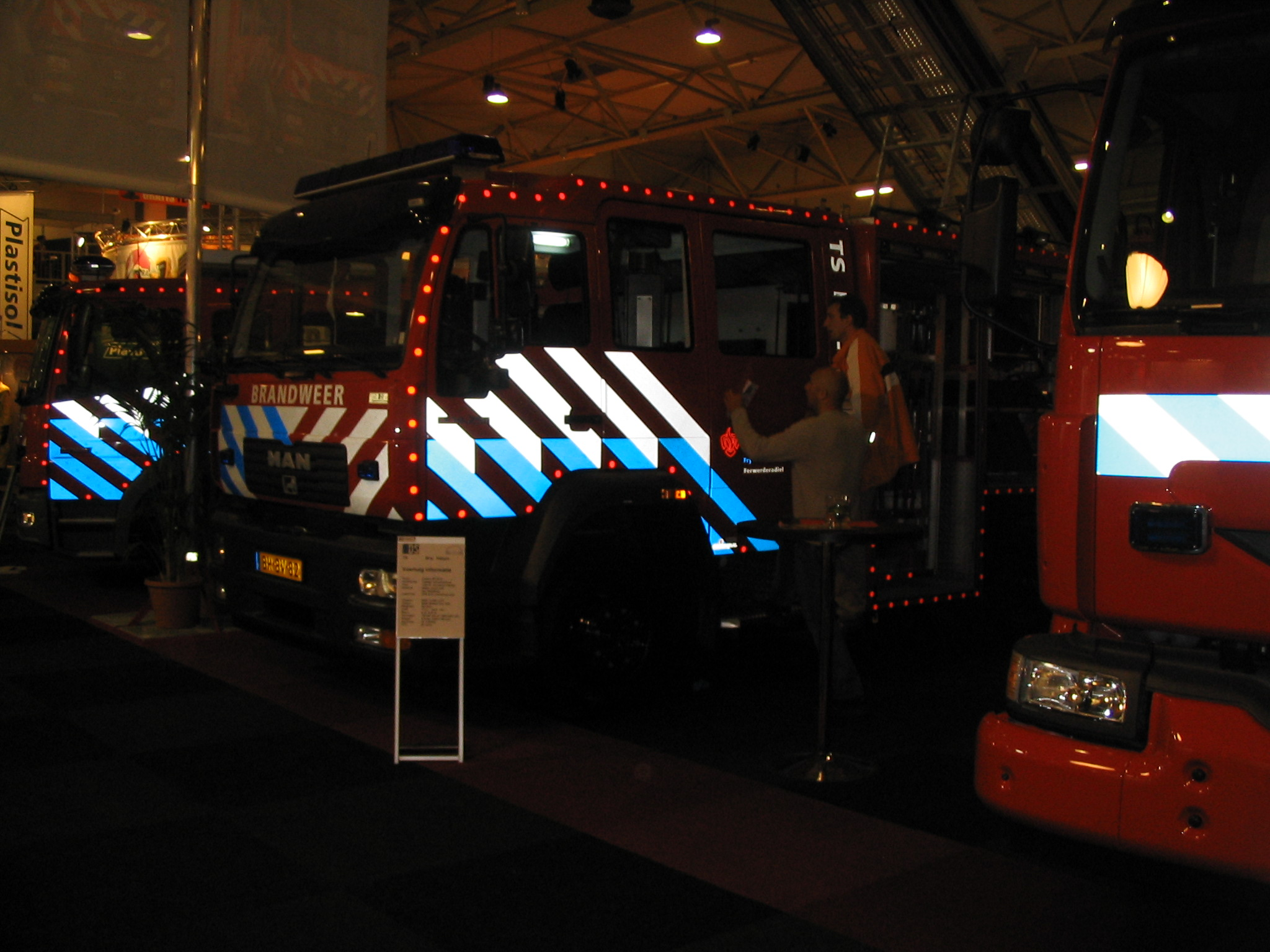
Voorbeeld van reflecterende BZK-striping op een Nederlandse brandweerauto

BVV-striping is de naam voor de manier waarop de hulpverleningsvoertuigen van de brandweer in België beschilderd dienen te zijn. Het doel van deze striping is om de herkenbaarheid van deze voertuigen en de veiligheid van de hulpverleners te verhogen.
Aanvankelijk konden korpsen zelf keuzes maken wat betreft het uiterlijk van hun brandweerauto's. Zo waren enerzijds veel fluo oranje voertuigen te zien, al-dan-niet in combinatie met witte vlakken of verticale strepen, maar waren voertuigen ook steeds vaker voorzien van een rode kleur en een striping die sterk leek op de Nederlandse BZK-striping. De fluo oranje kleur was opvallend maar had als nadeel snel te verouderen door inwerking van zonlicht. Daarnaast was deze kleur niet standaard te verkrijgen bij auto- en vrachtwagenconstructeurs wat alles duur maakte. De "Brandweer Vereniging Vlaanderen" (BVV) besloot daarom tot een eenduidige regelgeving inzake het uiterlijk van brandweerwagens en over te stappen naar gewoon "brandweer rood". 

## Invoering
In februari 2007 werd de invoering van de nieuwe regelgeving door de Algemene Directie van de Civiele Veiligheid gecorrespondeerd aan de gouverneurs van de verschillende provincies. Deze gaat officieel in werking na publicatie in het Belgisch Staatsblad. Op nieuwe hulpverleningsvoertuigen dient vanaf 2008 de BVV striping gehanteerd te worden. Voertuigen die al in gebruik waren voor 2008, kregen de tijd tot 2015, vanaf dat jaar moeten alle voertuigen de striping dragen. Overigens wordt inmiddels door veel brandweerkorpsen al op hun gehele wagenpark de BVV-striping geplaatst dan wel al toegepast.

## Voorschriften
De BVV-striping geldt officieel voor voertuigen van meer dan 2,5 ton, voor aanhangwagens met een totaalgewicht van meer dan 3,5 ton, voor opleggers en voor haakarmbakken van de openbare brandweerdiensten. De regelgeving omvat de volgende voorschriften:

### Algemeen
- Het koetswerk is aan de buitenkant rood (RAL 3020 of equivalent).
- De wielvelgen zijn metaalgrijs (RAL 9006 of equivalent), behalve als ze uit roestvrij metaal zijn.

### Linker- en rechterflank
- Parallellogrammen in retroreflecterend geel RAL 1016 (zwavelgeel) of zeer gelijkend hieraan, en in retroreflecterend blauw RAL 5017 (verkeersblauw) of zeer gelijkend hieraan.
- Het alarmnummer 112 in het geel, in letters met een hoogte van 100 mm.
- Witte contourmarkering.

### Voorzijde
- Opschrift "BRANDWEER" (in het Frans "POMPIERS" of in het Duits "FEUERWEHR") in spiegelschrift in witte niet-retroreflecterende letters van het lettertype Helvetica met een hoogte tussen 70 en 150 mm.
- Witte bumper (RAL 9010 of equivalent).
- Niet-retroflecterende geel/blauwe parallellogrammen uit minstens een parallellogram van elke kleur.
- In ieder geval geen retroflecterende materialen of opdruk op de voorzijde. In de praktijk blijkt inmiddels dat enkele korpsen toch de gele (retroflecterende) contourmarkering naar de voorzijde hebben doorgetrokken.

### Achterzijde
- Rode contourmarkering.
- Binnen de contourmarkering een retroreflecterende markering in de vorm van visgraten van rood-witte stroken, met een oppervlakte van minimaal 1 m².

### Extra mogelijkheden
Naast de hierboven gemelde vereiste kenmerken, is het ook toegestaan om de volgende teksten binnen de contourmarkeringen op de zijkanten van de voertuigen te plaatsen:
- Opschrift BRANDWEER (in het Frans "SERVICE INCENDIE" of in het Duits "FEUERWEHR") (gemeentenaam). Deze tekst mag eventueel geïntegreerd zijn in het logo of het embleem van de brandweerdienst.
- Een functionele omschrijving van het voertuig (bijvoorbeeld snelle hulpwagen).
- Een volgnummer/roepnummer.

Deze teksten worden in witte retroreflecterende letters in het lettertype Helvetica van maximaal 100 mm hoog weergegeven.

## Werking van striping
Striping heeft, naast het herkenbaarder zijn van de hulpverleningsvoertuigen, nog andere voordelen. De striping is gedeeltelijk gemaakt van retroreflecterend materiaal, waardoor in het donker de strepen en de contourmarkering sterk reflecteren. 
Het voertuig kan met geopende deuren dienen als duidelijk opvallende afzetting, omdat ook op die deuren striping is aangebracht. Zo kan men achter het voertuig een veilige werkplek creëren die breder is dan het betreffende voertuig zelf.